# Cerapterus
Cerapterus – rodzaj myrmekofilnego chrząszcza z podrodziny Paussinae, rodziny biegaczowatych. Należy do plemienia Paussini. Opisano 32 gatunki tego rodzaju. Zasięg występowania obejmuje Afrykę tropikalną, krainę orientalną i południowo-wschodnią część Palearktyki. Chrząszcze te nie mają trichom, ich aparat gębowy przystosowany jest do pobierania płynnego pokarmu; larwy nie są znane.
Gatunki:
- Cerapterus brancae Luna de Carvalho, 1961
- Cerapterus burgeoni Reichensperger, 1937
- Cerapterus calaharicus H.Kolbe, 1926
- Cerapterus concolor Westwood, 1850
- Cerapterus denoiti Wasmann, 1899
- Cerapterus drescheri Reichensperger, 1935
- Cerapterus elgonis Reichensperger, 1938
- Cerapterus herrei Schultze, 1923
- Cerapterus horni Reichensperger, 1925
- Cerapterus horsfieldi Westwood, 1833
- Cerapterus hottentottus H.Kolbe, 1896
- Cerapterus immaculatus Luna de Carvalho, 1975
- Cerapterus kolbei Lorenz, 1998
- Cerapterus laceratus (C.A.Dohrn, 1891)
- Cerapterus lafertei Westwood, 1850
- Cerapterus leoninus H.Kolbe, 1926
- Cerapterus longihamus Reichensperger, 1933
- Cerapterus myrmidonum H.Kolbe, 1896
- Cerapterus oblitus Reichensperger, 1938
- Cerapterus parallelus Wasmann, 1922
- Cerapterus pilipennis Wasmann, 1922
- Cerapterus pseudoblitus Luna de Carvalho, 1961
- Cerapterus pygmaeus Luna de Carvalho, 1960
- Cerapterus smithii Westwood, 1838
- Cerapterus splendidus Wasmann, 1918
- Cerapterus stalii Westwood, 1874
- Cerapterus stuhlmanni H.Kolbe, 1895
- Cerapterus trinitatis H.Kolbe, 1896
- Cerapterus benguelanus H.Kolbe, 1926
- Cerapterus latipes Swederus, 1788
- Cerapterus quadrimaculatus Westwood, 1841